# بیلی کولته
بیلی کولته (انگلیسی: Billy Coulthard؛ زادهٔ) بازیکن فوتبال اهل بریتانیا است.
از باشگاه‌هایی که در آن بازی کرده‌است می‌توان به باشگاه فوتبال ساوت شیلدز، باشگاه فوتبال ساوتند یونایتد، باشگاه فوتبال تاتنهام هاتسپر، و باشگاه فوتبال دارلینگتون اشاره کرد.